# Theatre on Nassau Street
Le Theatre on Nassau Street, ou The New Theatre, fut probablement le premier théâtre construit à Manhattan,.

## Histoire

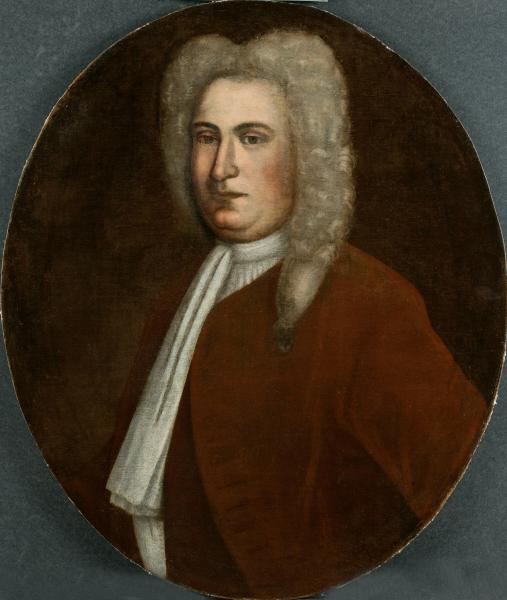
Rip Van Dam (1660 - 1749), gouverneur par intérim de la province de New York de 1731 à 1732.

Il s'agissait d'une structure en bois de deux étages, propriété du marchand et ancien gouverneur Rip Van Dam (en), gouverneur de New York. Le bâtiment, qui pouvait accueillir 280 personnes, fut inauguré le 11 décembre 1732 avec une représentation de The Recruiting Officer (en). Le bâtiment était situé au 64-66 Nassau Street, entre John Street (en) et Maiden Lane.
En 1750, peu après la mort de Van Dam, il accueillit la première représentation connue à New York d'une comédie musicale, The Beggar's Opera, présentée par une troupe itinérante basée à Londres, Murray & Kean's. Walter Murray et Thomas Kean y avait installé leur troupe et également joué Richard III le 5 mars 1750. C'était aussi la première fois qu'on a la trace d'acteurs professionnels à New York ; auparavant, les spectacles étaient joué par des comédiens amateurs. En 1753, l'acteur et metteur en scène Lewis Hallam (en) agrandit le théâtre, décrivant la nouvelle structure comme « très belle, grande et spacieuse ». Cependant, le théâtre ferma en 1754 quelques années plus tard, en 1758, le bâtiment fut converti en église calviniste allemande, et finalement démoli en 1765 pour être remplacé par un bâtiment plus conséquent qui subsista jusqu'en 1822.